# Jörg Roßkopf
Jörg Roßkopf (ur. 22 maja 1969 w Dieburgu) – niemiecki tenisista stołowy, dwukrotny medalista olimpijski, mistrz świata, trzykrotny mistrz Europy.
Począwszy od Igrzysk Olimpijskich w Seulu aż po Igrzyska Olimpijskie w Pekinie występował we wszystkich igrzyskach olimpijskich. Na Igrzyskach Olimpijskich w 1992 zdobył srebrny medal w grze podwójnej mężczyzn wraz z Steffenem Fetznerem. W tym samym roku wywalczył tytuł mistrza Europy. Cztery lata później na Letnich Igrzyskach Olimpijskich 1996 w Atlancie zdobył brązowy medal w grze pojedynczej.
Zwycięzca Pucharu Świata w grze pojedynczej w Shantou (1998).